# Bozontos fenyő
A bozontos fenyő  (szálkástobozú fenyő, öttűs azálkásfenyő, Pinus aristata) a tűnyalábos fenyő nemzetségébe tartozó fenyőfaj.

## Elterjedése, élőhelye
Az északi flórabirodalom (Holarktisz) pacifikus–észak-amerikai flóraterületén honos. A Sziklás-hegység déli vonulatain Coloradóban és Új-Mexikó, Arizona északkeleti részén a felső erdőhatáron, 2500–3400 m között jelenik meg. Dísznövényként meglehetősen elterjedt; Magyarországon is sokfelé termesztik.
Két legközelebbi rokona:
- simatűjű szálkásfenyő (Pinus longaeva)
- rókafarkfenyő (Pinus balfouriana).

## Megjelenése
Magános edénynyalábú (haploxylon), öttűs fenyő. Tűnyalábpikkelyei az ugyancsak magános edénynyalábú diófenyőkhöz hasonlóan felgöngyölődnek és lehullanak, de tobozai eltérnek a diófenyőkétől; magjai szárnyasak.
Rendszerint csak kisebb, szél, hó, fagy és száraz meleg formálta, 3–15 m magas fácskává cseperedik. Pikkelyes, szürke kérgét alacsony bordák tagolják. A kéreg idővel teljesen lehámlik, a törzs erősen csavarodik.
Sötétzöld, lekerekített végű, középbarázdás tűi viszonylag sűrűn fekszenek az ágon. A tűlevelek háta áttetsző, azokban nincs gyantajárat. A tűk 2–4 cm hosszúak, merevek, a felső harmaduk fehéren gyantapontos. Akár 17 évig is a fán maradhatnak. A tű borítása felszakad, de maradandó.
Rügyei mintegy 8 m-esek, hegyes tojás alakúak. Porzós virágai bordók, hengeres tobozai 4–11 cm hosszúak, mintegy 4 cm átmérőjűek, merev pikkelyekkel. Sötét liláskékből, kékből világosbarnára érnek; a végükön 8 mm-es, gránát formájú tövis nő.

## Életmódja
Élete küzdelmes, de hosszú (1500–2000 évig is elél). A legidősebb példányok a kelet-kaliforniai  Fehér-hegységben (White Mountains) nőnek köves, sovány váztalajon. Fagytűrő. A túlöntözést nem kedveli, a száraz levegőt jól tűri. Természetes élőhelyén, a  hegyekben fölöttébb mostohák a körülmények (télen nagy a hideg, nyáron nagy a szárazság), ezért ezek a fák igen lassan nőnek. Nem az egész fa él évezredekig: mindig csak pár ág életképes, majd ezek is elpusztulnak, és újak hajtanak ki helyettük. Lassú növekedése miatt elsősorban sziklakertekbe ültetik. Magvetéssel és oltással szaporítják. 